# 西村和雄
西村 和雄（にしむら かずお、1946年10月11日 - ）は、日本の経済学者。専門は、数理経済学・複雑系経済学。京都大学名誉教授。日本学士院会員。日本経済学教育協会会長、Econometric Society・Fellow。

## 略歴
北海道札幌市出身。北海道札幌旭丘高等学校、1970年東京大学農学部農業経済学科卒。1977年アメリカ合衆国・ロチェスター大学より1977年Ph.D.（博士号）の学位を取得。同大学院経済学研究科の博士課程では、ライオネル・マッケンジー教授の指導を受ける。
1978年旧・東京都立大学経済学部助教授を経て、京都大学経済学部教授。2006年4月～2010年3月 京都大学経済研究所所長、2010年定年退官、名誉教授、同志社大学経済学部客員教授。2012年日本学士院会員に選ばれる。2013年神戸大学経済経営研究所グローバル金融研究部門特命教授に就任。
2000年4月1日～2001年3月31日 日本経済学会会長。1979年にJournal of Economic Theoryに論文を発表して以来、経済の非線形動学理論を発展させてきた。

## 受賞歴
- 第1回日本数学会出版賞 2005年
- エックスマルセーユ第2大学名誉博士号 2007年
- 第51回日経・経済図書文化賞 2008年
- 京都新聞大賞文化学術賞 2010年

## 叙位・叙勲
- 紫綬褒章 2012年[2]
- 瑞宝重光章 2019年[3]

## 著書

### 単著
- 『経済数学早わかり』（日本評論社 1982年）
- 『ミクロ経済学入門』（岩波書店 1986年）
- 『ミクロ経済学』（東洋経済新報社 1990年）
- 『入門経済学ゼミナール』（実務教育出版 1990年）
- 『知の方程式』林田考平（別名）集英社 1995
- 『現代経済学入門 ミクロ経済学』（岩波書店 1996年）
- 『Q&A1分間経済学』日本経済新聞社 1998
- 『世界一かんたんな経済学入門 50の経済学人生相談』講談社 2002 『満員御礼!経済学なんでもお悩み相談所』日経ビジネス人文庫
- 『経済学思考が身につく100の法則』ダイヤモンド社 2003

### 共著
- 『ミクロ経済学・入門-三日間の経済学』 室田武共著 JICC出版局 1990.7
- 『算数軽視が学力を崩壊させる』 和田秀樹、戸瀬信之共著 講談社 1999.9
- 『複雑系を超えて カオス発見から未来へ』上田ヨシ亮・稲垣耕作共著 筑摩書房 1999年）
- 『Optimization and Chaos』（Springer, 2000年）
- 『「勉強嫌い」に誰がしたのか』 和田秀樹共著 PHP研究所 2000.4
- 『大学生の学力を診断する』戸瀬信之共著（岩波新書 2001年）
- 『どうする「理数力」崩壊』 筒井勝美、松田良一共著 PHP研究所 2004
- 『子どもの学力を回復する 算数自学自習への道』 岡部恒治共著 数研出版 2005
- 『マクロ経済動学』矢野誠共著（岩波書店 2007年）
- 『経済学ベーシックゼミナール』八木尚志共著 実務教育出版 2008

### 共編著
- 『応用ミクロ経済学』伊藤元重共編 東京大学出版会 1989
- 『経済学のすすめ』筑摩書房 1996
- 『早わかり経済学入門』東洋経済新報社 1997
- 『情報経済学入門 情報社会の経済理論』鬼木甫,山崎昭共編著 富士通経営研修所 1997
- 『分数ができない大学生 』岡部恒治、戸瀬信之共編（東洋経済新報社 1999年）
- 『小数ができない大学生 国公立大学も学力崩壊』岡部恒治、戸瀬信之共編（東洋経済新報社 2000年）
- 『複雑系経済学とその周辺 経済動学から複雑系へ』（サイエンス社 2000年）
- 『ゆとりを奪った「ゆとり教育」』日本経済新聞社 2001
- 『学力低下と新指導要領』岩波ブックレット 2001
- 『学力低下が国を滅ぼす』日本経済新聞社 2001
- 『算数が出来ない大学生 理系学生も学力崩壊』岡部恒治、戸瀬信之共編（東洋経済新報社 2001年）
- 『「本当の生きる力」を与える教育とは』日本経済新聞社 2001
- 『学力の土台 「期待」を引きだす教育改革』勁草書房 2003
- 『教育改革の経済学』伊藤隆敏共編（日本経済新聞社 2003年）
- 『もうやめろ!ゆとり教育 聞いてほしい、国民の声』日本評論社 2003
- 『非線形均衡動学―不決定性と複雑性』福田慎一共編（東京大学出版会 2004年）
- 『経済心理学のすすめ』子安増生共編 有斐閣 2007
- 『拡大する社会格差に挑む教育』大森不二雄,倉元直樹,木村拓也共編 東信堂 2010 シリーズ日本の教育を問いなおす
- 『混迷する評価の時代 教育評価を根底から問う』大森不二雄,倉元直樹,木村拓也共編 東信堂 2010 シリーズ日本の教育を問いなおす
- 『教育における評価とモラル』戸瀬信之共編 東信堂 2011 シリーズ日本の教育を問いなおす

### 訳書
- 『ワルラスの経済学 資本と貨幣の純粋理論』森嶋通夫（東洋経済新報社 1983年）
- 『アメリカの教育改革』アメリカ教育省他著 戸瀬信之共編訳（京都大学学術出版会 2004年）